# ماري كاريه
ماري كاريه (بالفرنسية: Marie Carré)‏ هي راهبة فرنسية، ولدت في 1905، وتوفيت في 1984.